# 冠珊瑚科
冠珊瑚科（学名：Capnellidae）是軟珊瑚目的一個科。原本這科底下的屬都是在穗珊瑚科，後來世界海洋物種目錄將五個屬重新單獨分成一個科。

## 分類
冠珊瑚屬 Capnella Gray, 1869
荊棘珊瑚屬 Drifa Danielssen, 1887
花椰菜珊瑚屬 Duva Koren & Danielssen, 1883
軟圓珊瑚屬 Eunephthya Verrill, 1869
偽荊棘珊瑚屬 Pseudodrifa Utinomi, 1961

## 資料來源
1. ↑  . www.marinespecies.org.   [2023-08-21]. （原始内容存档于2023-08-12）.